# Phoxinus
Phoxinus là một chi cá nước ngọt trong họ cá chép (Cyprinidae) của bộ Cypriniformes. 

## Loài
Ngoài các loài được liệt kê dưới đây, Chrosomus thường được bao gồm trong chi này.
- Phoxinus bigerri Kottelat, 2007
- Phoxinus brachyurus L. S. Berg, 1912 (Seven River's minnow)
- Phoxinus colchicus L. S. Berg, 1910
- Phoxinus grumi L. S. Berg, 1907
- Phoxinus issykkulensis L. S. Berg, 1912 (Issyk-kul' minnow)
- Phoxinus jouyi (D. S. Jordan & Snyder, 1901)
- Phoxinus keumkang (M. K. Chyung, 1977)
- Phoxinus kumgangensis L. T. Kim, 1980
- Phoxinus lumaireul (Schinz, 1840)
- Phoxinus neogaeus Cope, 1867 (Finescale dace)
- Phoxinus oxyrhynchus (T. Mori, 1930)
- Phoxinus phoxinus (Linnaeus, 1758) (Eurasian minnow)
- Phoxinus saylori C. E. Skelton, 2001 (Laurel dace)
- Phoxinus semotilus (D. S. Jordan & Starks, 1905)
- Phoxinus septimaniae Kottelat, 2007
- Phoxinus steindachneri Sauvage, 1883
- Phoxinus strandjae Drensky, 1926
- Phoxinus strymonicus Kottelat, 2007
- Phoxinus tchangi X. Y. Chen, 1988
- Phoxinus ujmonensis Kaschenko, 1899